# Konzentrationslager Monigo
Das Konzentrationslager Monigo (campo di concentramento di Monigo) war zur Zeit des Zweiten Weltkrieges ein italienisches Konzentrationslager des faschistischen Italien bei Treviso. Es diente unter Verwaltung des italienischen Militärs der Internierung jugoslawischer Zivilisten hauptsächlich Slowenen. Die ersten Häftlinge wurden am 2. Juli 1942 eingeliefert. Nach dem Waffenstillstand von Cassibile wurde das Lager im September 1943 aufgelöst. Capogreco gibt 54 Todesfälle bei Kindern und 178 bei Erwachsenen an.
| Juli 1942 | August 1942 | Oktober 1942 | Dezember 1942 | Februar 1943 | März 1943 | April 1943 | Juni 1943 | September 1943 |
| --------- | ----------- | ------------ | ------------- | ------------ | --------- | ---------- | --------- | -------------- |
| 570       | 1528        | 3464         | 3172          | 3274         | 3122      | 2500       | 2213      | 1623           |